# Moussa II
Pour les articles homonymes, voir le prince Banu Qasi d'Espagne, ou Musa ibn Musa.
Moussa II est un mansa du Mali entre 1374 et 1387. 

## Biographie
Il succède à son père Mari-Diata II, mort de la maladie du sommeil, qu'il n'imite pas dans ses errements[Lesquels ?]. Il laisse gouverner son premier ministre, surnommé Diata. Celui-ci équipe une forte armée qui opère à l'est de Gao et s'attaque même au sultan du Bornou. Sous son règne, la ville de Takedda cesse de payer tribut au Mali. Diata met en vain le siège devant la ville.
Son frère Maghan II lui succède en 1387.

## Sources
- HAUT~SENGEGAL NIGER L'histoire, par Maurice Delafosse Publié par Maisonneuve & Larose.